# 球茎大麦
球茎大麦（学名：Hordeum bulbosum）为禾本科大麦属下的一个种。

## 扩展阅读
- 維基物種上的相關：球茎大麦